# Ramesses
A Ramesses angol sludge/doom/black metal zenekar, amelyet az Electric Wizard korábbi tagjai, Tim Bagshaw és Mark Greening alapítottak Adam Richardsonnal (Lord of Putrefaction, Spirmyard, Hexed) kiegészítve. 2003-ban alakultak Dorset városában. 2012-ben Bagshaw elhagyta az együttest, és az Egyesült Államokba költözött. Helyére Mike Vest gitáros került a Bong együttesből.
2013. január 29.-én az együttes hivatalos honlapján bejelentette, hogy "téli álomra vonul" ("hibernál"). Greening Facebook oldalán bejelentette, hogy azért lépett ki 2012-ben, hogy csatlakozzon egy korábbi együtteséhez, amelyről kiderült, hogy az Electric Wizard.
2016. február 9.-én a Ramesses újra összeállt.

## Diszkográfia
- Misanthropic Alchemy (2007) [6]
- Take the Curse (2010)
- Possessed By the Rise of Magick (2011)[7]

### EP-k, demók
- Promo 2003
- Negative Reaction/Ramesses (split lemez, 2004)
- We Will Lead You to Glorious Times (EP, 2005)
- The Tomb (demó, 2005)
- "Lack of Almost Everything" Eyehategod feldolgozás a For the Sick tribute albumon, 2007)
- Unearthly Trance/Ramesses (split lemez, 2009)
- Baptism of the Walking Dead (EP, 2009)
- Chrome Pineal (2011)[8]

### Kislemezek
- Ramesses (2004)

## Tagok
- Adam Richardson - ének, basszusgitár (2003–)
- Mark Greening - dob (2003-)
- Alex Hamilton  - gitár (2016-)[9]

Korábbi tagok 
- Tim Bagshaw - gitár, vokál (2003-2012)
- Mike Vest - gitár (2012)